# Devolução no Reino Unido
No Reino Unido, a devolução é a concessão estatutária do Parlamento do Reino Unido de um maior nível de autogoverno ao Parlamento da Escócia, ao Senedd Cymru (Parlamento galês), à Assembleia da Irlanda do Norte e à Assembleia de Londres e aos seus órgãos executivos associados, o Governo escocês, o Governo galês, o Poder Executivo da Irlanda do Norte e a Greater London Authority e autoridades combinadas.
A devolução difere do federalismo, pois os poderes delegados da autoridade subnacional residem em última análise no governo central formando, portanto, um Estado unitário de jure. A legislação que estabelece parlamentos ou assembleias descentralizadas pode ser revogada ou alterada pelo Parlamento britânico como qualquer outro estatuto.
A legislação aprovada após o referendo sobre a permanência na União Europeia, incluindo o Ato do Mercado Interno de 2020, minou e restringiu a autoridade das legislaturas descentralizadas na Escócia e no País de Gales.

## MovimentoIrish Home Rule
A questão do "Movimento Home Rule" irlandês foi o tema dominante da política britânica no final do século XIX e início do século XX.
No início do século XIX, políticos irlandeses como Daniel O'Connell exigiram a revogação do Ato de União de 1800 e o restabelecimento de dois reinos e parlamentos separados, unidos apenas na união pessoal do monarca da Grã-Bretanha e da Irlanda. Em contrapartida, as demandas por um governo nacionalista irlandês exigiam autonomia para a Irlanda dentro do Reino Unido, com um parlamento irlandês subsidiário sujeito à autoridade do parlamento em Westminster. Esta questão foi introduzida pela primeira vez pelo Partido Parlamentar Irlandês liderado por Isaac Butt, William Shaw e Charles Stewart Parnell.

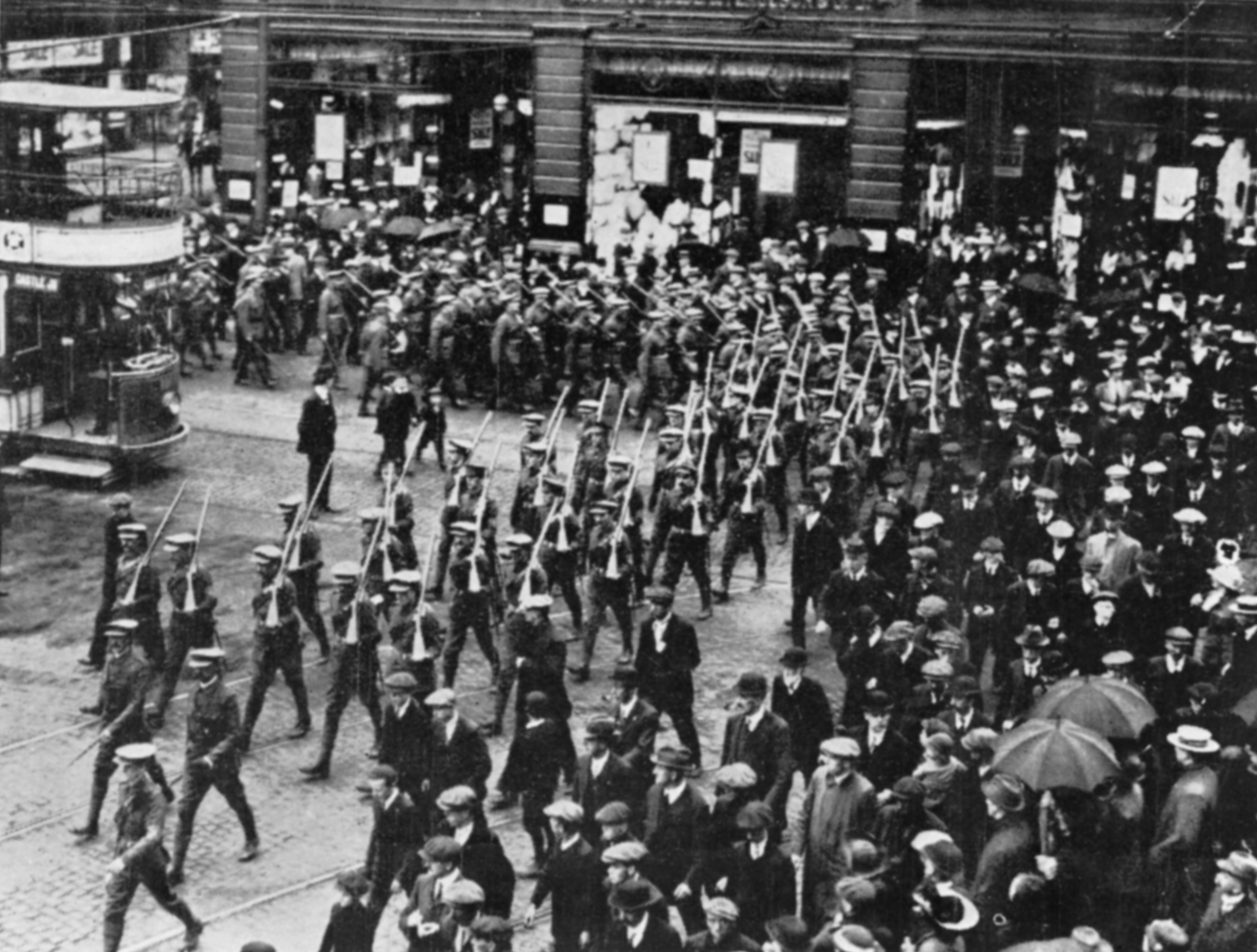
Membros do Movimento Voluntário de Úlster durante protesto em Belfast contra a devolução do governo irlandês, em 1914.

Ao longo de quatro décadas, quatro leis irlandesas sobre a questão foram apresentadas ao Parlamento britânico:
- O primeiro Projeto de Lei de Home Rule foi apresentado em 1886 pelo Primeiro-ministro William Ewart Gladstone. Após intensa oposição em Úlster e a saída dos unionistas do Partido Liberal que compunha o governo Gladstone, o projeto foi derrotado na Câmara dos Comuns.
- O Segundo Projeto de Lei de Home Rule foi apresentado em 1893 pelo Primeiro-ministro William Gladstone, sendo aprovado na Câmara dos Comuns, mas rejeitado na Câmara dos Lordes.
- O Terceiro Projeto de Lei de Home Rule foi apresentado em 1912 pelo Primeiro-ministro Herbert Henry Asquith com base em um acordo com o Partido Parlamentar Irlandês. Após uma prolongada luta parlamentar, foi aprovada sob as disposições do Ato do Parlamento de 1911, sob o qual os Comuns anularam o veto dos Lordes. Mais uma vez, este projeto foi ferozmente contestado pelos Unionistas de Úlster que levantaram os Voluntários do Ulster e assinaram o Pacto do Ulster para se opor ao projeto, aumentando assim o espectro da guerra civil. O ato recebeu aprovação real (com restrições em relação ao Ulster) logo após a eclosão da Primeira Guerra Mundial, mas a implementação foi suspensa até a conclusão da guerra. As tentativas de implementação falharam em 1916 e 1917 e a subsequente Guerra da Independência da Irlanda (1919-1922) resultou em nunca entrar em vigor.
- O Quarto Projeto de Lei de Home Rule foi apresentado em 1920 pelo Primeiro-ministro David Lloyd George e foi aprovado em ambas as Casas do Parlamento. Dividiu a Irlanda em Irlanda do Norte (com seus seis condados) e Irlanda do Sul (com seus vinte e seis condados), cada um com seu próprio parlamento e sistema judiciário, mas que também compartilhavam algumas instituições comuns. O Ato foi implementado na Irlanda do Norte, onde serviu como base do governo até sua suspensão em 1972, após a eclosão dos Conflitos na Irlanda do Norte. O parlamento da Irlanda do Sul reuniu-se apenas uma vez e em 1922, sob o Tratado Anglo-Irlandês, a Irlanda do Sul tornou-se o Estado Livre Irlandês, um domínio dentro do Império Britânico e foi declarado totalmente soberano em 1937 tornando-se a atual República da Irlanda.

## Irlanda do Norte

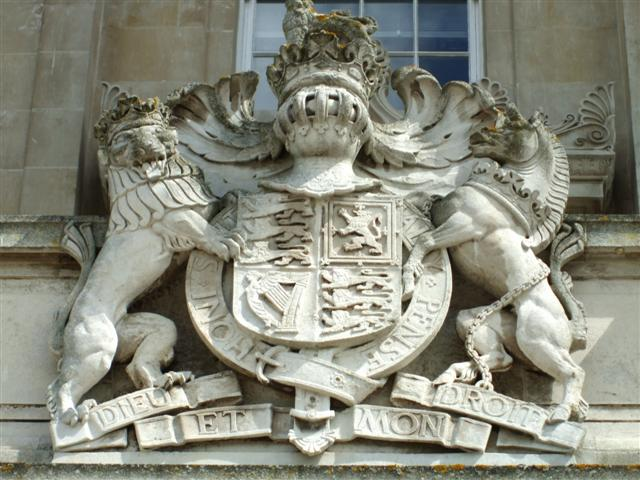
Relevo do Real brasão de armas britânico no edifício-sede do Parlamento da Irlanda do Norte, em Belfast.

O movimento Home Rule entrou em vigor na Irlanda do Norte em 1921 sob o Ato do Governo da Irlanda de 1920. O Parlamento da Irlanda do Norte estabelecido sob esse ato foi prorrogado (a sessão terminou) em 30 de março de 1972 devido à desestabilização do país após o início dos conflitos no final da década de 1960. Isso se seguiu à escalada de violência por parte de organizações estatais e paramilitares após a supressão das demandas de direitos civis pelos católicos da Irlanda do Norte.
O Parlamento da Irlanda do Norte foi abolido pelo Ato Constitucional da Irlanda do Norte de 1973, que recebeu aprovação real em 19 de julho de 1973. Uma Assembleia da Irlanda do Norte foi eleita em 28 de junho de 1973 e, após o Acordo de Sunningdale, um Executivo da Irlanda do Norte com compartilhamento de poder foi formado em 1 de janeiro de 1974. Este colapsou em 28 de maio do mesmo ano, devido à greve do Conselho Operário de Úlster.
A Convenção Constitucional da Irlanda do Norte (1975–1976) e a segunda Assembleia da Irlanda do Norte (1982–1986) não tiveram sucesso em restaurar a devolução. Na ausência de devolução e partilha de poder, o Governo do Reino Unido e o Governo irlandês concordaram formalmente em cooperar em segurança, justiça e progresso político no Acordo Anglo-Irlandês, assinado em 15 de novembro de 1985.

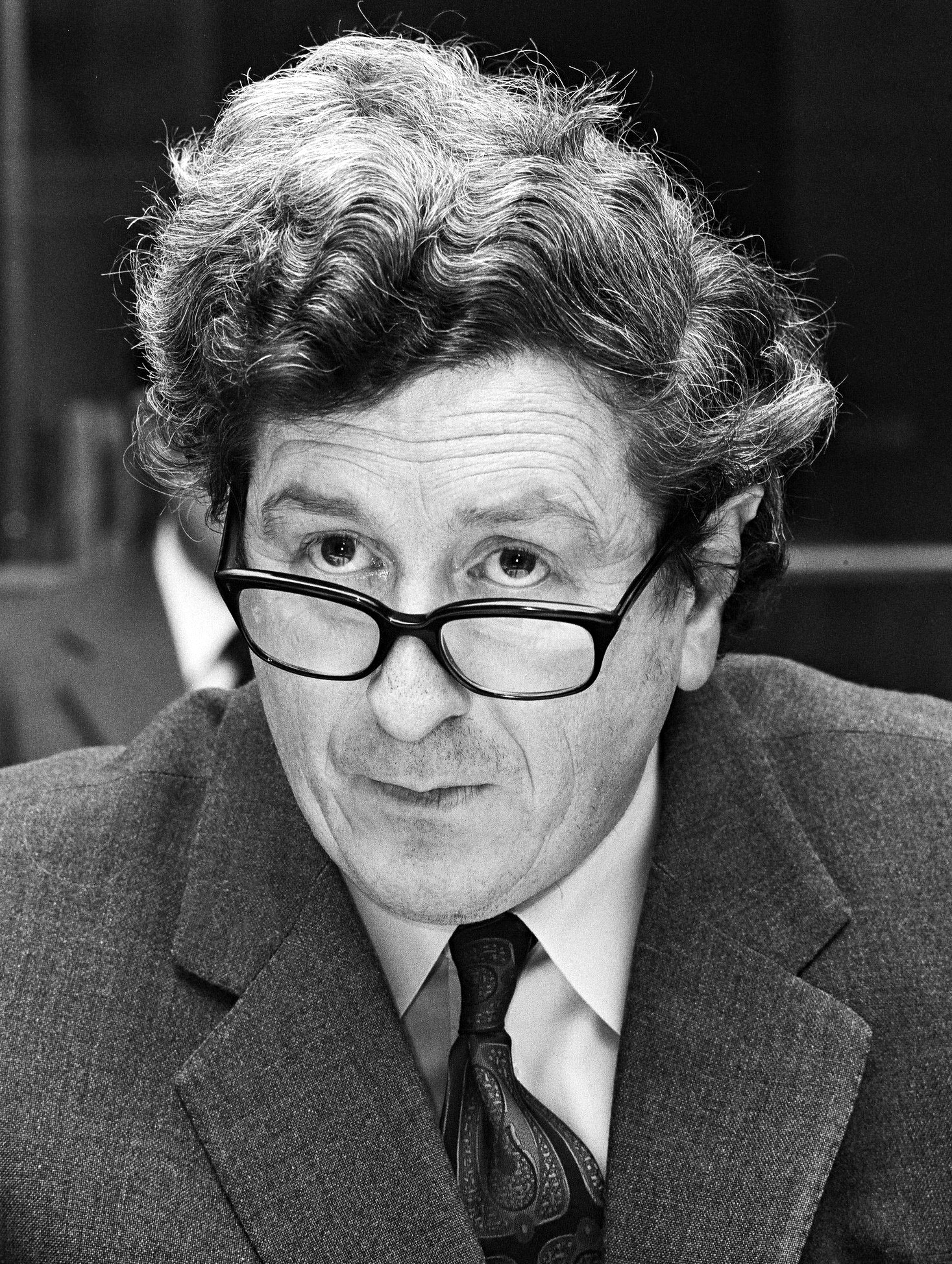
O Acordo Anglo-Irlandês, assinado em 1985 durante o governo de Garret FitzGerald, foi uma medida decisiva na resolução dos conflitos governamentais da região.

O Acordo de Belfast de 1998 (também conhecido como "Acordo da Sexta-feira Santa"), resultou na criação de uma nova Assembleia da Irlanda do Norte, destinada a reunir as duas comunidades (nacionalista e unionista) para governar a Irlanda do Norte. Além disso, a devolução renovada na Irlanda do Norte estava condicionada à cooperação entre o recém-criado Executivo da Irlanda do Norte e o Governo da Irlanda através de um novo órgão para toda a Irlanda, o Conselho Ministerial Norte/Sul. Um Conselho Britânico-Irlandês abrangendo todas as Ilhas Britânicas e uma Conferência Intergovernamental Britânico-Irlandesa (entre os governos britânico e irlandês) também foram estabelecidos.
A partir de 15 de outubro de 2002, a Assembleia da Irlanda do Norte foi suspensa devido a um colapso no processo de paz do país, mas, em 13 de outubro de 2006, os governos britânico e irlandês anunciaram o Acordo de St. Andrews, um plano para restaurar a devolução na Irlanda do Norte. Em 26 de março de 2007, o líder do Partido Unionista Democrático (DUP), Ian Paisley, encontrou o Líder do Sinn Féin, Gerry Adams, pela primeira vez e juntos anunciaram que um governo descentralizado retornaria à Irlanda do Norte. O Executivo foi restaurado em 8 de maio de 2007. Vários poderes de policiamento e justiça foram transferidos para a Assembleia em 12 de abril de 2010.
A Assembleia de 2007–2011 (a terceira desde o Acordo de 1998) foi dissolvida em 24 de março de 2011 em preparação para uma eleição a ser realizada em 5 de maio daquele ano, sendo esta a primeira Assembleia desde o "Acordo de Sexta-feira Santa" a completar uma legislatura inteira. A quinta Assembleia foi convocada em maio de 2016. Essa assembleia foi dissolvida em 26 de janeiro de 2017, e uma eleição para uma Assembleia reduzida foi realizada em 2 de março de 2017, mas isso não levou à formação de um novo Executivo devido ao colapso do poder compartilhado. O compartilhamento de energia entrou em colapso na Irlanda do Norte devido ao escândalo do Incentivo ao Calor Renovável. Em 11 de janeiro de 2020, após uma suspensão de quase três anos, as partes se reuniram novamente com base em um acordo proposto pelos governos irlandês e do Reino Unido.

## Escócia

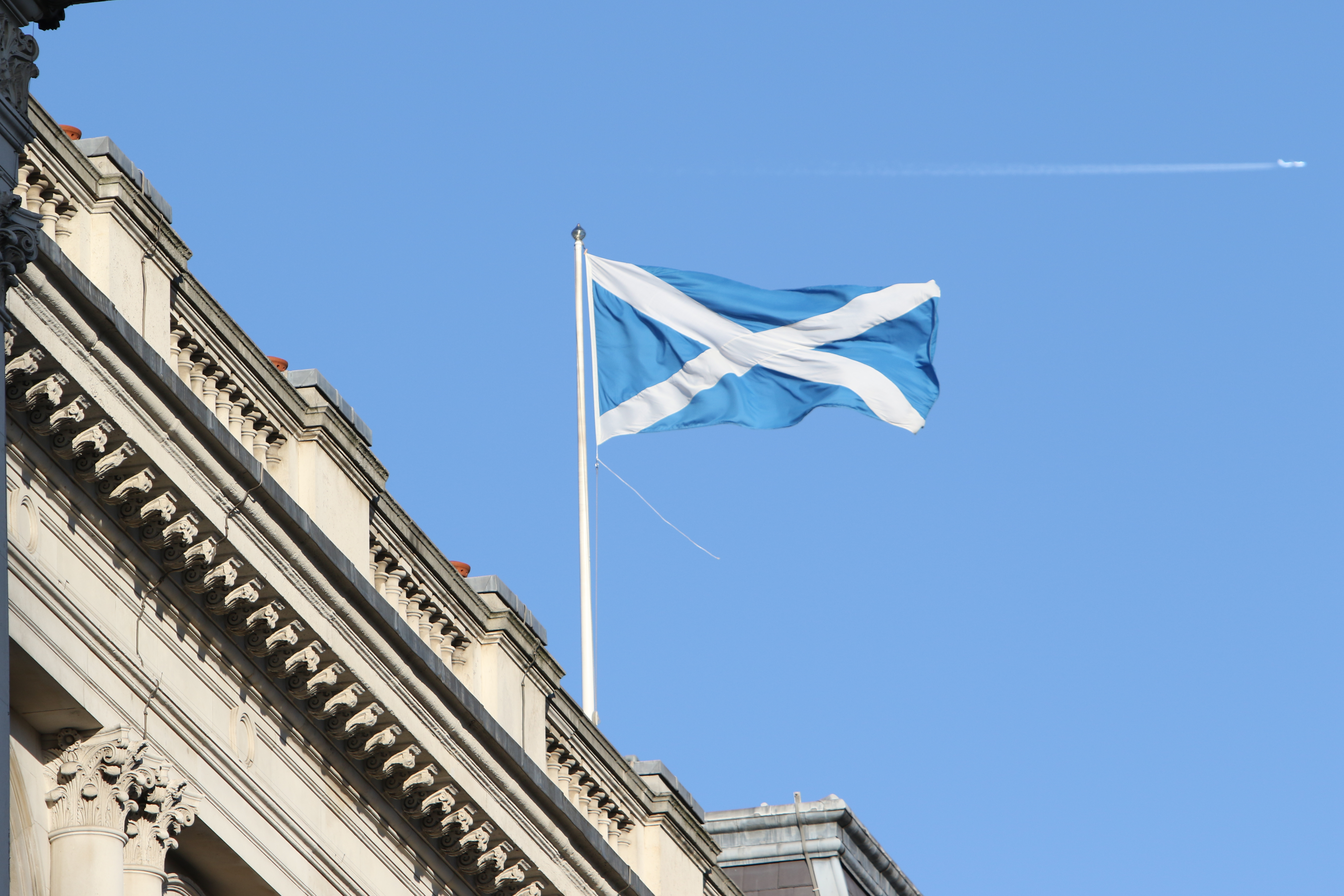
Bandeira da Escócia sobre o Ministério das Relações Exteriores em comemoração ao Dia de Santo André.

Os Atos de União de 1707 fundiram os parlamentos escocês e inglês em um único parlamento da Grã-Bretanha. Desde então, indivíduos e organizações defenderam o retorno de um parlamento escocês. O impulso para o governo nacionalista para a Escócia tomou forma concreta pela primeira vez no século XIX, quando as demandas por um governo doméstico na Irlanda foram atendidas com demandas semelhantes (embora não tão difundidas) na Escócia. A Associação Nacional para a Reivindicação dos Direitos Escoceses foi criada em 1853, um órgão próximo ao Partido Unionista Escocês e motivado pelo desejo de garantir mais foco nos problemas escoceses em resposta ao que eles achavam ser uma atenção indevida focada na Irlanda pelo então governo Liberal. Em 1871, William Ewart Gladstone declarou em uma reunião realizada em Aberdeen que "se a Irlanda fosse devolvida ao governo doméstico, o mesmo deveria se aplicar à Escócia". Em 1913, foi apresentado ao Parlamento de Westminster um projeto de lei escocês, mas o processo legislativo foi interrompido pela Primeira Guerra Mundial.

Localização da Escócia no Reino Unido.

As demandas por mudanças políticas na forma como a Escócia era administrada mudaram drasticamente na década de 1920, quando os nacionalistas escoceses começaram a formar várias organizações. A Liga Nacional foi formada em 1920 em favor da independência escocesa, e este movimento foi substituído em 1928 pela formação do Partido Nacional da Escócia, que se tornou o Partido Nacional Escocês (SNP) em 1934. A princípio, o partido buscou apenas o estabelecimento de uma assembleia escocesa descentralizada, mas em 1942 passaram a apoiar a independência total. Isso causou a renúncia de John MacCormick da liderança do partido.
O governo trabalhista de Harold Wilson criou uma Comissão Real sobre a Constituição em 1969, que se reportava em 1973 ao governo conservador de Ted Heath. A Comissão recomendou a formação de uma assembleia escocesa devolvida, mas que não foi implementada.
O apoio ao SNP atingiu 30% nas eleições gerais de outubro de 1974, com 11 deputados do SNP eleitos. Em 1978, o governo trabalhista aprovou o Ato da Escócia, que legislava para o estabelecimento de uma Assembleia escocesa, desde que os escoceses votassem a favor em um referendo. No entanto, o Partido Trabalhista estava amargamente dividido sobre o assunto da devolução. Uma emenda à Lei da Escócia que havia sido proposta pelo parlamentar trabalhista George Cunningham, que logo depois desertou para o recém-formado Partido Social Democrata (SDP), exigia que 40% do eleitorado total votasse a favor de uma assembleia. Apesar de oficialmente favorecê-lo, um número considerável de membros trabalhistas se opôs ao estabelecimento de uma assembleia. Essa divisão contribuiu para que apenas uma estreita maioria do 'Sim' fosse obtida e o fracasso em atingir o limite de 40% de Cunningham. Os 18 anos de governo conservador, sob Margaret Thatcher e depois John Major, viram forte resistência a qualquer proposta de devolução para a Escócia e para o País de Gales.
Em resposta ao domínio conservador, em 1989, a Convenção Constitucional Escocesa foi formada, englobando o Partido Trabalhista, os Liberais Democratas e o Partido Verde Escocês, autoridades locais e seções da "Escócia cívica", como o Congresso Sindical Escocês, a Federação de Pequenas Empresas e a Igreja da Escócia e as outras grandes igrejas no país. Seu objetivo era elaborar um esquema para a formação de um acordo de devolução para a Escócia. O SNP decidiu retirar-se porque a independência não era uma opção constitucional aprovada pela convenção. A convenção produziu seu relatório final em 1995.
Em maio de 1997, o governo trabalhista de Tony Blair foi eleito com a promessa de criar instituições descentralizadas na Escócia. No final de 1997, foi realizado um referendo que resultou na vitória da proposta. O recém-criado Parlamento Escocês (como resultado do Ato da Escócia de 1998) possui poderes para aprovar legislação primária em todas as áreas da política que não são expressamente "reservadas" ao governo e parlamento do Reino Unido, como defesa e assuntos externos.
A devolução para a Escócia foi justificada com base no fato de que tornaria o governo mais representativo do povo escocês. Argumentou-se que a população da Escócia se sentia separada do governo de Westminster (em grande parte por causa das políticas dos governos conservadores liderados por Margaret Thatcher e John Major). Os críticos, no entanto, apontam que o poder do Parlamento escocês é, na maioria das medidas, superado pelos parlamentos das regiões ou províncias dentro das federações, onde os parlamentos regionais e nacionais são soberanos dentro de suas esferas de jurisdição.
Um referendo sobre a independência escocesa foi realizado em 18 de setembro de 2014, com o referendo sendo derrotado por 55,3% de votos contrários e 44,7% de votos a favor. Nas eleições gerais do Reino Unido de 2015, o SNP obteve 56 dos 59 assentos escoceses com 50% de todos os votos escoceses. Com isso, o SNP substituiu os Liberais Democratas como o terceiro maior partido no Parlamento do Reino Unido.
Nas eleições para o Parlamento escocês de 2016, o SNP ficou dois assentos abaixo da maioria geral com 63 assentos, mas permaneceu no governo para um terceiro mandato. O sistema eleitoral proporcional implementado no país torna muito difícil para qualquer partido obter a maioria. O Partido Conservador obeteve 31 assentos e se tornou o segundo maior partido pela primeira vez. O Partido Trabalhista, que caiu de 38 para 24 assentos, ficou em terceiro lugar. Os Verdes Escoceses conquistaram 6 assentos e ultrapassaram os Liberais Democratas que permaneceram estáveis com 5 assentos.
Em 2016, após o Referendo sobre a permanência na União Europeia - em que a Escócia e a Irlanda do Norte votaram pela permanência e a Inglaterra e o País de Gales votaram pela saída -, o Parlamento escocês votou por um segundo referendo de independência a ser realizado uma vez que as condições da Saída do Reino Unido da União Europeia eram conhecidas. A primeira-ministra conservadora Theresa May rejeitou este pedido citando a necessidade de se concentrar nas negociações de saída da organização. O SNP havia defendido que outro referendo de independência fosse realizado em 2020, mas isso foi interrompido pelos conservadores que conquistaram a maioria dos assentos nas eleições gerais de 2019. Esperava-se amplamente que incluíssem um segundo referendo de independência em seu manifesto para a eleição do Parlamento escocês de 2021. Figuras proeminentes do SNP defenderam que um segundo referendo de independência seria inevitável, caso uma maioria do partido fosse eleita para o Parlamento escocês em 2021.
O Ato do Mercado Interno do Reino Unido de 2020 restringiu e minou a autoridade do Parlamento escocês. A legislação restringe a capacidade do governo escocês de tomar medidas econômicas ou sociais diferentes daquelas feitas em Londres.